# 梅奈
梅奈（法語：Mesnay，法語發音：[mɛnɛ]）是法国汝拉省的一个市镇，位于该省中部偏东北，属于隆斯勒索涅区。

## 地理
梅奈（46°54'6"N, 5°47'51"E）面积8.32 平方千米，位于法国勃艮第-弗朗什-孔泰大區汝拉省，该省份为法国东部内陆省份，北起上索恩省，西北接科多尔省，西临索恩-卢瓦尔省，南至安省，东与杜省和瑞士接壤。
与梅奈接壤的市镇（或旧市镇、城区）包括：阿尔布瓦、拉沙特莱讷、伊沃里、阿尔布瓦附近莱普朗什、普勒坦。
梅奈的时区为UTC+01:00、UTC+02:00（夏令时）。

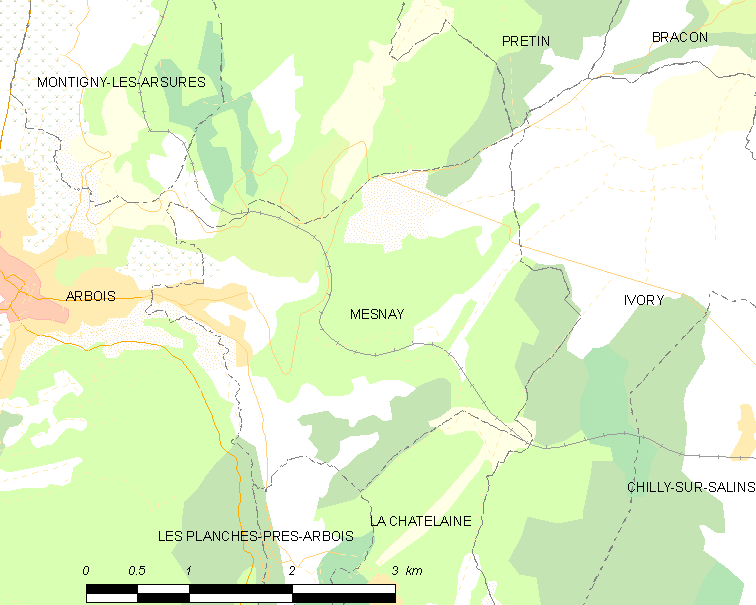
梅奈的OSM定位图

## 行政
梅奈的邮政编码为39600，INSEE市镇编码为39325。

## 政治
梅奈所属的省级选区为阿尔布瓦县。

## 交通
汝拉省省道D107线和D247线在市中心交汇。

## 人口

1962-2008年间梅奈人口变化图示

梅奈于2022年1月1日时的人口数量为577人。